# Фристайл на Олімпійських іграх
Фристайл — один з провідних зимових олімпійських видів спорту.

## Історія
Змагання із фристайлу на зимових Олімпійських іграх уперше відбулися на Іграх 1988 року у Калгарі як показові. До олімпійської програми цей вид спорту ввели на наступних Іграх, 1992 року в Альбервілі.
На зимових Олімпійських іграх 2010 було розіграно 6 комплектів нагород, проте у 2014 році буде розіграно 8 комплектів — додаються змагання із хаф-пайпу.
Зазвичай на змаганнях із фристайлу найвдаліше виступають команди США і Канади — 33 та 30 медалі відповідно.

## Медальний залік
Оновлено після завершення зимових Олімпійських ігор 2022
| Місце               | Країна                             | Золото | Срібло | Бронза | Загалом |
| ------------------- | ---------------------------------- | ------ | ------ | ------ | ------- |
| 1                   | Канада (CAN)                       | 12     | 12     | 6      | 30      |
| 2                   | США (USA)                          | 11     | 13     | 9      | 33      |
| 3                   | Швейцарія (SUI)                    | 6      | 3      | 3      | 12      |
| 4                   | Китай (CHN)                        | 5      | 8      | 4      | 17      |
| 5                   | Австралія (AUS)                    | 4      | 3      | 2      | 9       |
| 6                   | Норвегія (NOR)                     | 4      | 2      | 4      | 10      |
| 7                   | Білорусь (BLR)                     | 4      | 2      | 2      | 8       |
| 8                   | Франція (FRA)                      | 3      | 6      | 6      | 15      |
| 9                   | Швеція (SWE)                       | 2      | 1      | 3      | 6       |
| 10                  | Фінляндія (FIN)                    | 1      | 2      | 1      | 4       |
| 11                  | Україна (UKR)                      | 1      | 1      | 0      | 2       |
| 12                  | Японія (JPN)                       | 1      | 0      | 4      | 5       |
| 13                  | Нова Зеландія (NZL)                | 1      | 0      | 1      | 2       |
| 14                  | Узбекистан (UZB)                   | 1      | 0      | 0      | 1       |
| 14                  | Чехія (CZE)                        | 1      | 0      | 0      | 1       |
| 16                  | Росія (RUS)                        | 0      | 1      | 3      | 4       |
| 17                  | Німеччина (GER)                    | 0      | 1      | 1      | 2       |
| 18                  | Австрія (AUT)                      | 0      | 1      | 0      | 1       |
| 18                  | Об'єднана команда (EUN)            | 0      | 1      | 0      | 1       |
| 20                  | Олімпійський комітет Росії (ROC)   | 0      | 0      | 3      | 3       |
| 21                  | Спортсмени-олімпійці з Росії (OAR) | 0      | 0      | 2      | 2       |
| 22                  | Велика Британія (GBR)              | 0      | 0      | 1      | 1       |
| 22                  | Естонія (EST)                      | 0      | 0      | 1      | 1       |
| 22                  | Казахстан (KAZ)                    | 0      | 0      | 1      | 1       |
| Загалом (24 збірні) | Загалом (24 збірні)                | 57     | 57     | 57     | 171     |

## Перший олімпійський чемпіон в Україні
18 лютого 2018 року український фристайліст Олександр Абраменко став першим в Україні Олімпійським чемпіоном з фристайлу.